# Marasmiaceae
Marasmiaceae din încrengătura Basidiomycota, clasa Agaricomycetes și ordinul Agaricales, este o familie mare de ciuperci saprofite, dar nu puține dintre ele și parazite, cu global aproximativ 1600 specii împărțite în peste 60 genuri. Ele pot fi găsite pe lemn și pe sol atât în păduri de foioase și de conifere cât și prin pășuni, tufișuri, livezi, în parcuri, precum și pe compost și așchii de lemn. Multe dintre aceste specii trăiesc de obicei în grupuri sau în cercuri mari (cele pitice adesea în mase pe lemn). Unele specii mici se pot găsi în grupuri pe frunze moarte (Cryptomarasmius corbariensis, Marasmius siccus) altele au și efecte medicinale. Familia Marasmiaceae este răspândită pe toate continentele (în afară de Antarctica). Timpul apariției este din primăvară până în toamnă, în zone tropicale peste tot anul. Tipul de gen este Marasmius.

## Taxonomie
Botanistul francez Ernest Roze a descris specia deja în 1876 în volumul 23 al jurnalului botanic Bulletin de la Société Botanique de France. Dar, conform articolului 18.4 al Codului Internațional de Nomenclatură pentru alge, fungi și plante, numele Marasmiées nu a fost publicat valid și, prin urmare, nu este de acceptat drept nume botanic. În fundamentarea deciziei s-a argumentat că taxonul poartă un sufix francez în loc de unul latin (obligatoriu până în prezent). În consecință, s-a interzis și modificarea Marasmiées în "Marasmiaceae Roze".
De abia în 1980, compatriotul lui Roze, Robert Kühner,  a publicat familia valid sub numele curent (2020), bazând pe descrierea primului, de verificat în volumul 49 al jurnalului științific Bulletin Mensuel de la Société Linnéenne de Lyon.
În anul 1985, botanistul german Andreas Bresinsky (n. 1935) a creat sinonimul Omphalotaceae, văzut de unii drept familie nouă de ciuperci, deși a fost considerat doar sinonim în 2008.

## Descriere
Mărimea variază de la ciuperci pitice, cum ar fi Marasmius androsaceus sau Rectipilus fasciculatus, până la exemplarele de mărime medie, cum ar fi Lentinula edodes zis Shiitake sau Megacollybia platyphylla. Soiurile se contactează când se usucă, dar toate speciile au capacitatea de a rehidrata rapid după o perioadă secetoasă.
Pălăriile netede sau canelate radial, uneori adânc, sunt subțiri, aplatizate, la bătrânețe nu rar cufundate în centru și moi până elastice. Cuticulele sunt de culori foarte variabile de la alb până la negru. Lamelele în regulă destul de groase și distanțate pot avea un colorit alb, gălbui, roz, brun sau liliaceu. Tulpinile sunt lungi, subțiri, flexibile până dure cu efect păros. Nu prezintă un inel, bulb sau o volvă. Speciile familiei sunt mai mult sau mai puțin comestibile, dar niciodată otrăvitoare. Spori sunt larg elipsoidali, netezi, hialini (translucizi), ori neamlozi ori carnea reacționează cu „Reactivul Melzer”, ori amiloid (reacție în lamele, spori și hife cu un colorit albastru până violet) ori dextrinoid (reacție în carne, spori și hife cu un colorit brun-roșcat închis până purpuriu). Basidiile au forma de măciucă cu 4 sterigme fiecare, cheilo- și pleurocistidele sunt polimorfe (clavate, cilindrice, cu aspect de furtun, dar de asemenea capitate, slab bifurcate sau cu excrescențe).

## Genurile familiei
Conform comitetului de nomenclatură Mycobank aparțin următoarele genuri familiei Marasmiaceae. Proveniența speciilor poate fi văzută în GBIF, drept legătură pe pagina rezumativă a comitetului. Cele care trăiesc și în Europa sunt marcate cu E.
| - Amyloflagellula Singer (1966) cu 4 specii – Asia, America Centrală, America de Sud, Indonezia - Anastrophella E.Horak & Desjardin (1994) cu 4 specii - Noua Zeelandă, Japonia, Hawaii - Anthracophyllum Ces. (1879) cu 10 specii - America, Asia de Sud - Aphyllotus Singer (1974) cu 1 specie - Columbia - Baeospora Singer (1938) cu 10 specii - E și restul lumii - Calathella D.A.Reid (1964) cu 9 specii - E, America de Nord - Calyptella Quél. (1886) cu 20 specii - E și restul lumii - Campanella Henn. (1895) cu 40 specii - E și restul lumii - Caripia O.Kuntze (1898) cu 1 specie - America Centrală, America de Sud - Cephaloscypha Agerer (1975) cu 1 specie - E și restul lumii - Chaetocalathus Singer (1943) cu 20 specii - America Centrală, America de Sud - Clitocybula (Singer) Singer ex Métrod (1952) cu 15 specii - E și restul lumii - Connopus R.H.Petersen (2010) cu 1 specie - E, America de Nord - Crinipellis Pat. (1889) cu 75 specii - E și restul lumii - Cymatella Pat. (1899) cu 4 specii - Antile, America de Sud - Cymatellopsis Angerer (1981) cu 1 specie - în zone tropicale - Cyphellocalathus Parmasto (1985) cu 1 specie - - Deigloria Angerer (1980) cu 10 specii - America Centrală, America de Sud - Epicnaphus Singer (1960) cu 3 specii - America de Sud - Favolaschia (Pat.) Pat. (1895) cu aproximativ 140 specii - E și restul lumii - Fissolimbus E.Horak (1979) cu 1 specie - Papua Noua Guinee | - Gerronema Singer (1951) cu 13 specii - E și restul lumii - Glabrocyphella W.B.Cooke (1961) cu 13 specii - E și restul lumii - Gymnopus (Pers. ex Roussel) Gray (1821) cu peste 300 specii - E și restul lumii - Henningsomyces O.Kuntze (1898) cu aproximativ 20 specii - E și restul lumii - Hispidocalyptella E.Horak & Desjardin (1994) cu 1 specie - Australia - Hydropus Singer (1948) cu aproximativ 100 specii - în zone tropicale - Hymenogloea Pat. (1900) cu 1 specie - America Centrală, America de Sud - Lactocollybia Singer (1939) cu aproximativ 20 specii - în zone tropicale - Lampteromyces Singer (1947) cu 3 specii - China, Japonia - Lecanocybe Desjardin & E.Horak (1999) cu 1 specie - Java, Hawaii - Lentinula Earle (1909) cu 5 specii - [Asia de Est]], America de Nord, America Centrală - Lignomphalia V. Antonín, J. Borovička, J. Holec, M. Kolařík (2019) cu 1 specie - E - Macrocystidia Joss. (1934) cu 5 specii - E și restul lumii - Manuripia Singer (1960) cu 1 specie - Bolivia - Marasmiellus Murrill (1915) cu aproximativ 250 specii - E și restul lumii - Marasmius Fr. (1836) cu aproximativ 500 specii - E și restul lumii - Megacollybia Kotl. (1972) cu peste 8 specii - E, America de Nord - Metulocyphella Agerer (1983) cu 2 specii - America de Sud | - Moniliophthora H.C.Evans et al. (1978) cu aproximativ 10 specii - în zone tropicale - Mycetinis Earle (1909) cu aproximativ 8 specii - E și restul lumii - Micromphale Gray (1821) cu 83 specii - E și restul lumii - Neocampanella Nakasone et al. (2009) cu 1 specie - Réunion, Puerto Rico, Republica Centrafricană - Neonothopanus R.H.Petersen & Krisai (1999) cu 1 specie - America de Sud - Nochascypha Agerer (1983) cu 6 specii - America de Sud - Nothopanus Singer (1944) cu 2 specii - E și restul lumii - Omphalotus Fayod (1889) cu 5 specii - E și restul lumii - [[Oudemansia Speg. (1880) cu 1 specie - America de Sud - Palaeocephala Singer (1962) cu 1 specie - Sierra Leone - Phaeodepas D.A.Reid (1961) cu 2 specii - Venezuela - Pleurocybella Singer (1947) cu 1 specie - E și restul lumii - Pseudotyphula Corner (1953) cu 1 specie - America de Nord - Rectipilus Agerer (1973) cu 9 specii - E și restul lumii - Rhizomorpha Roth (1791) cu 1 specie - E și restul lumii - Rhodocollybia Singer (1939) cu aproximativ 30 specii - E, America - Skepperiella Pilát (1927) cu 9 specii - E și restul lumii - Stipitocyphella G.Kost (1998) cu 1 specie - Africa de Est - Stromatocyphella W.B.Cooke (1961) cu 3 specii - America de Nord - Tetrapyrgos E.Horak (1987) cu 16 specii - E și restul lumii - Trogia Fr. (1836) cu aproximativ 20 specii - E și restul lumii - Vanromburghia Holterm. (1898) cu 1 specie - în zone tropicale |

## Genurile familiei în imagini (selecție)

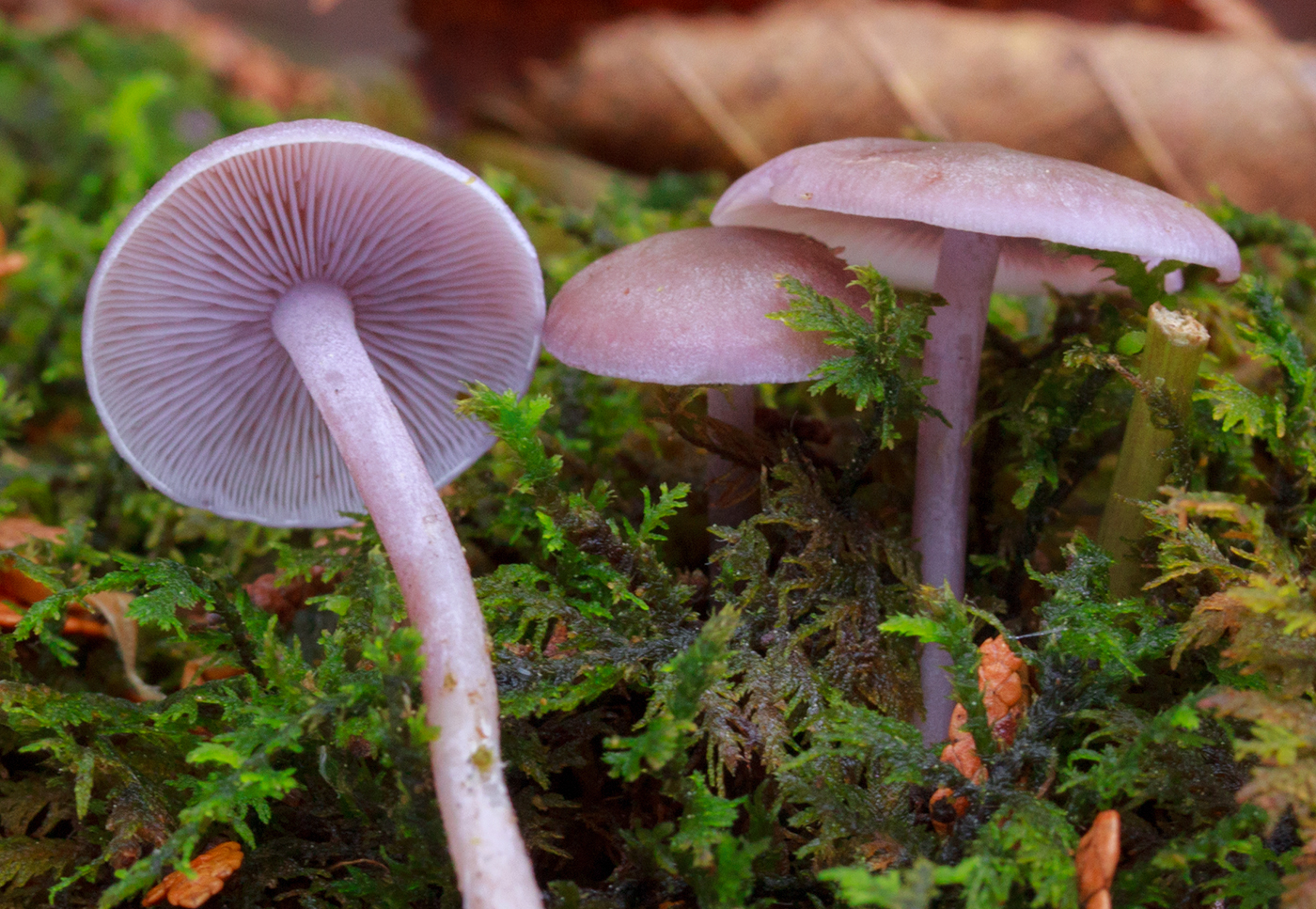
Baeospora myriadophylla
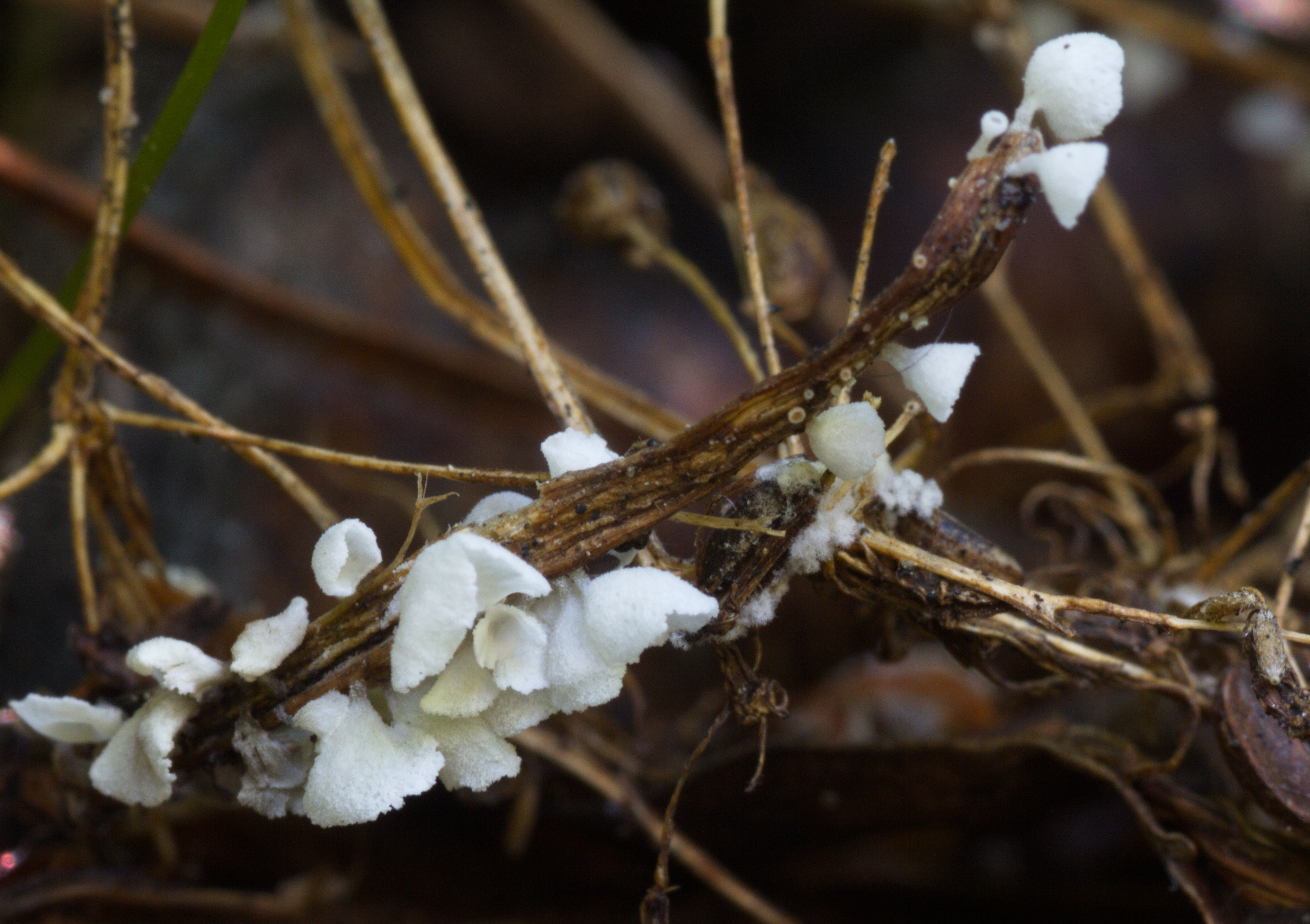
Calyptella capula
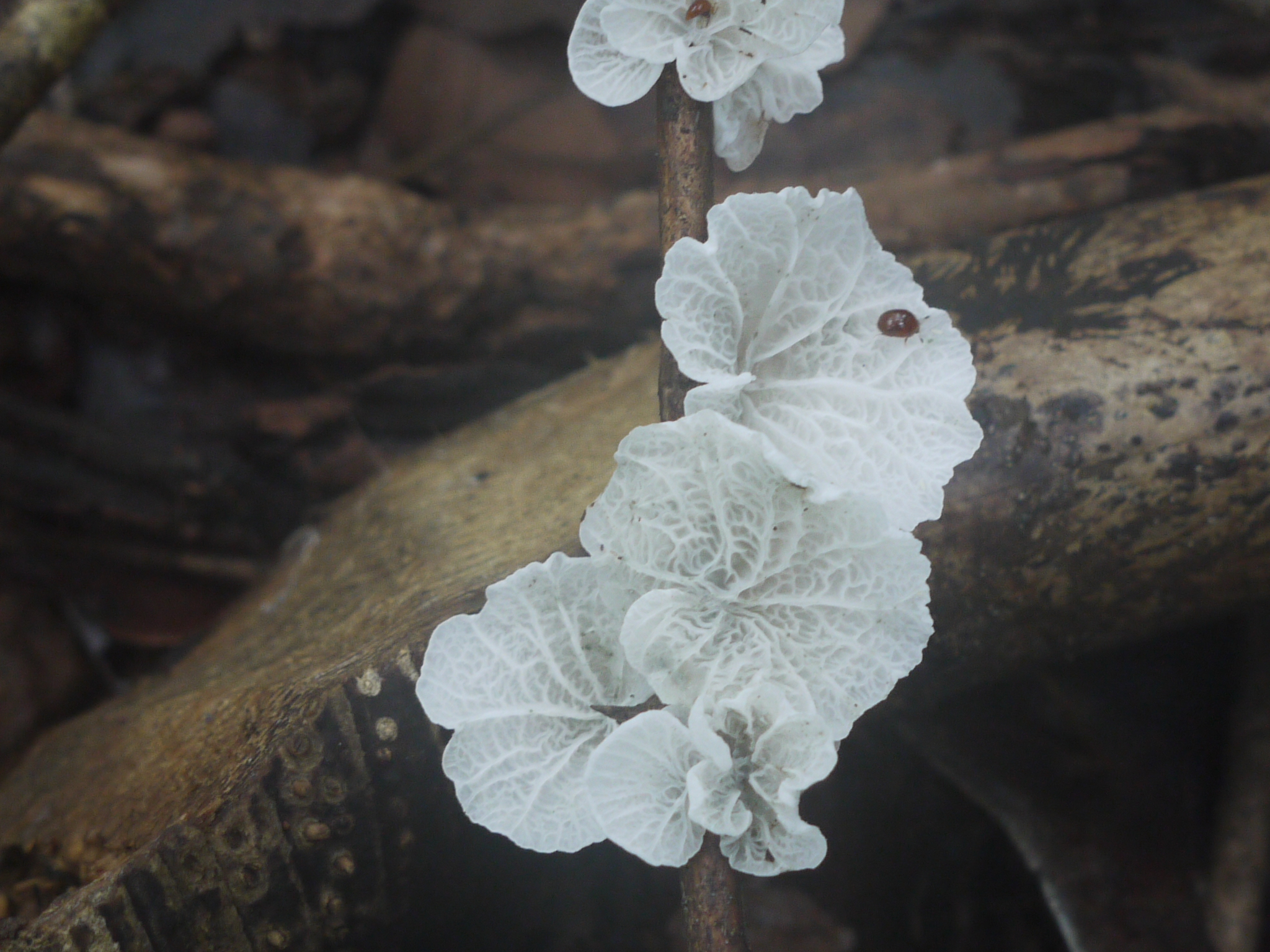
Campanella aeruginea
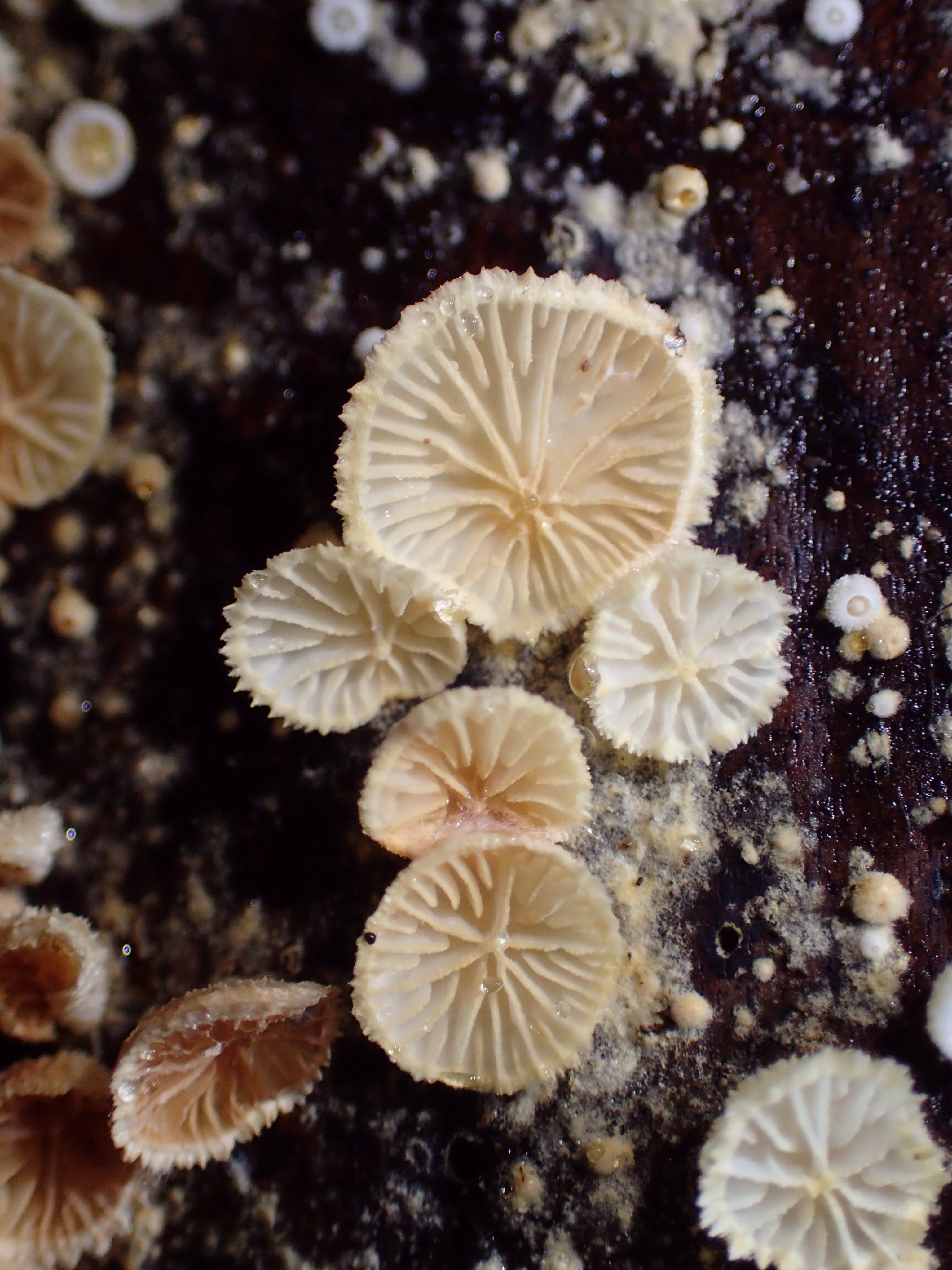
Chaetocalathus craterellus
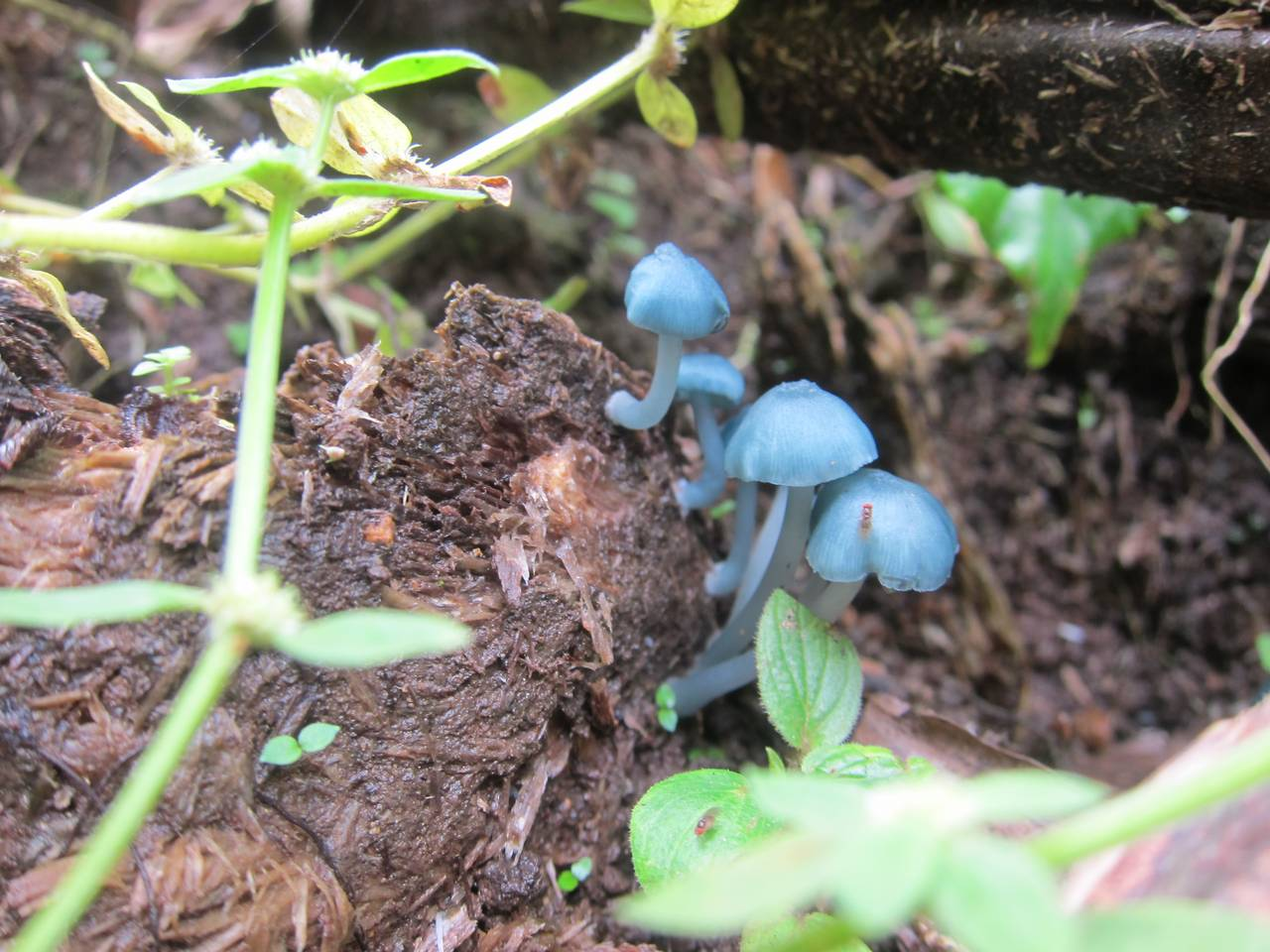
Clitocybula azurea
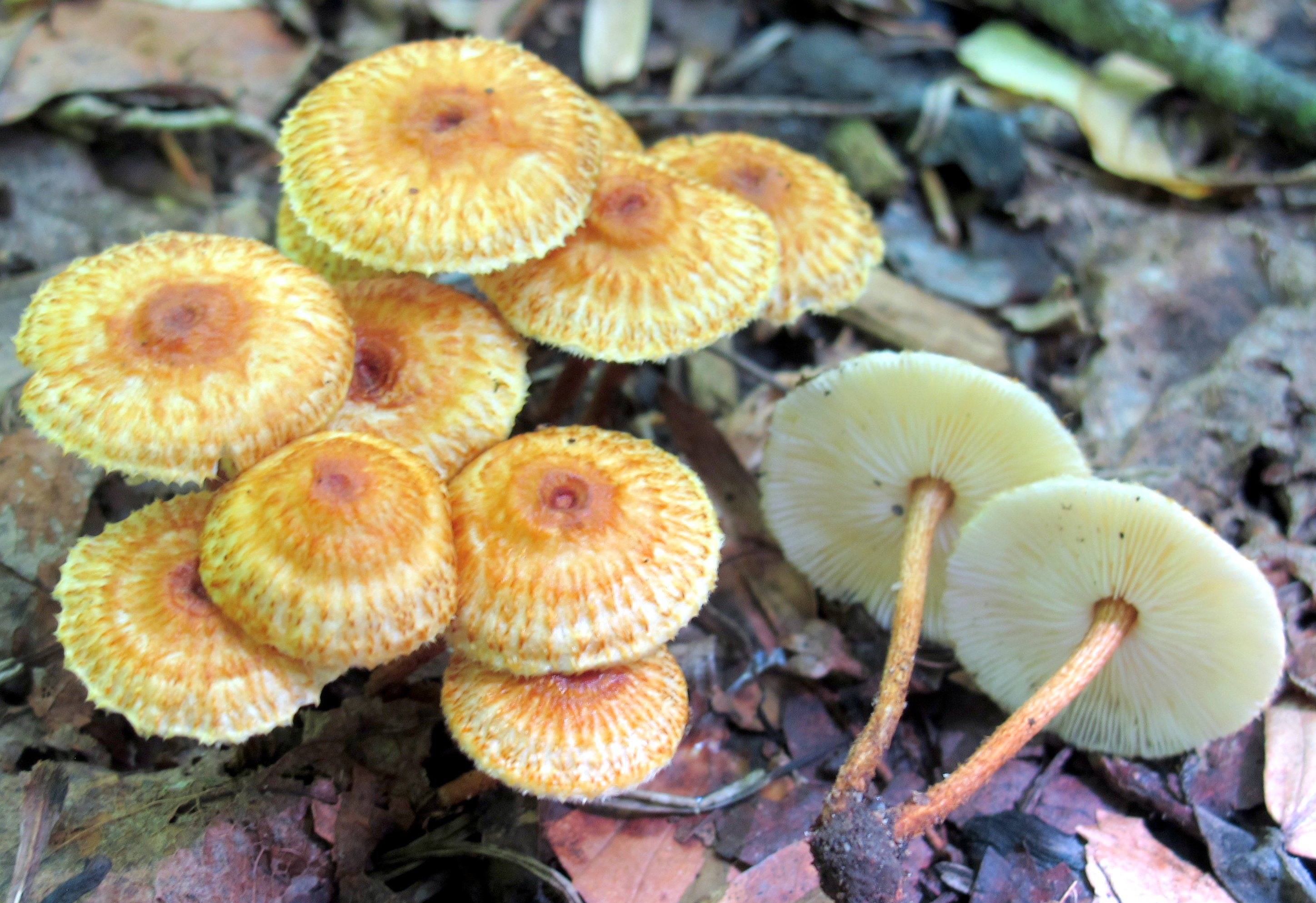
Crinipellis zonata
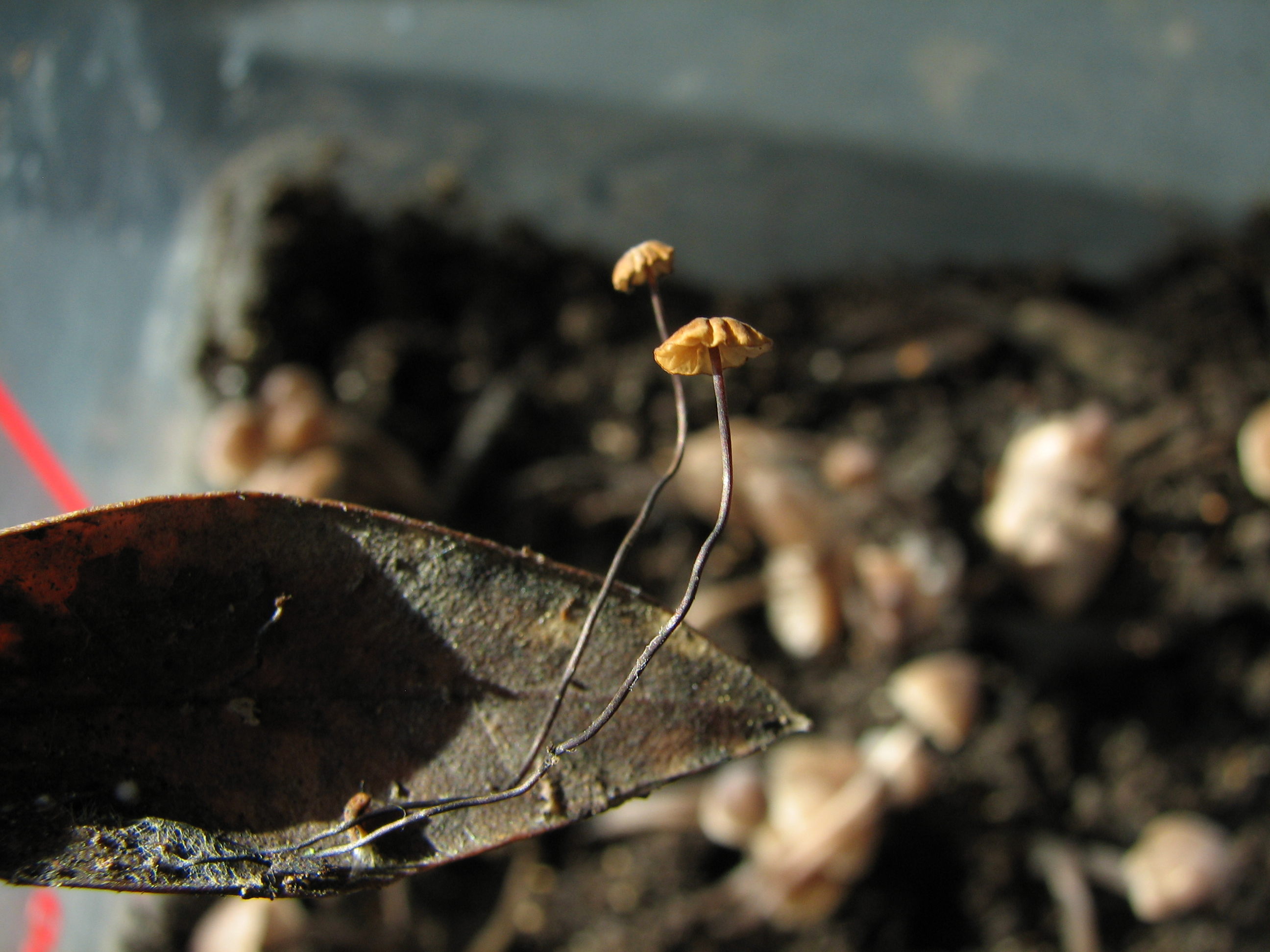
Cryptomarasmius corbariensis
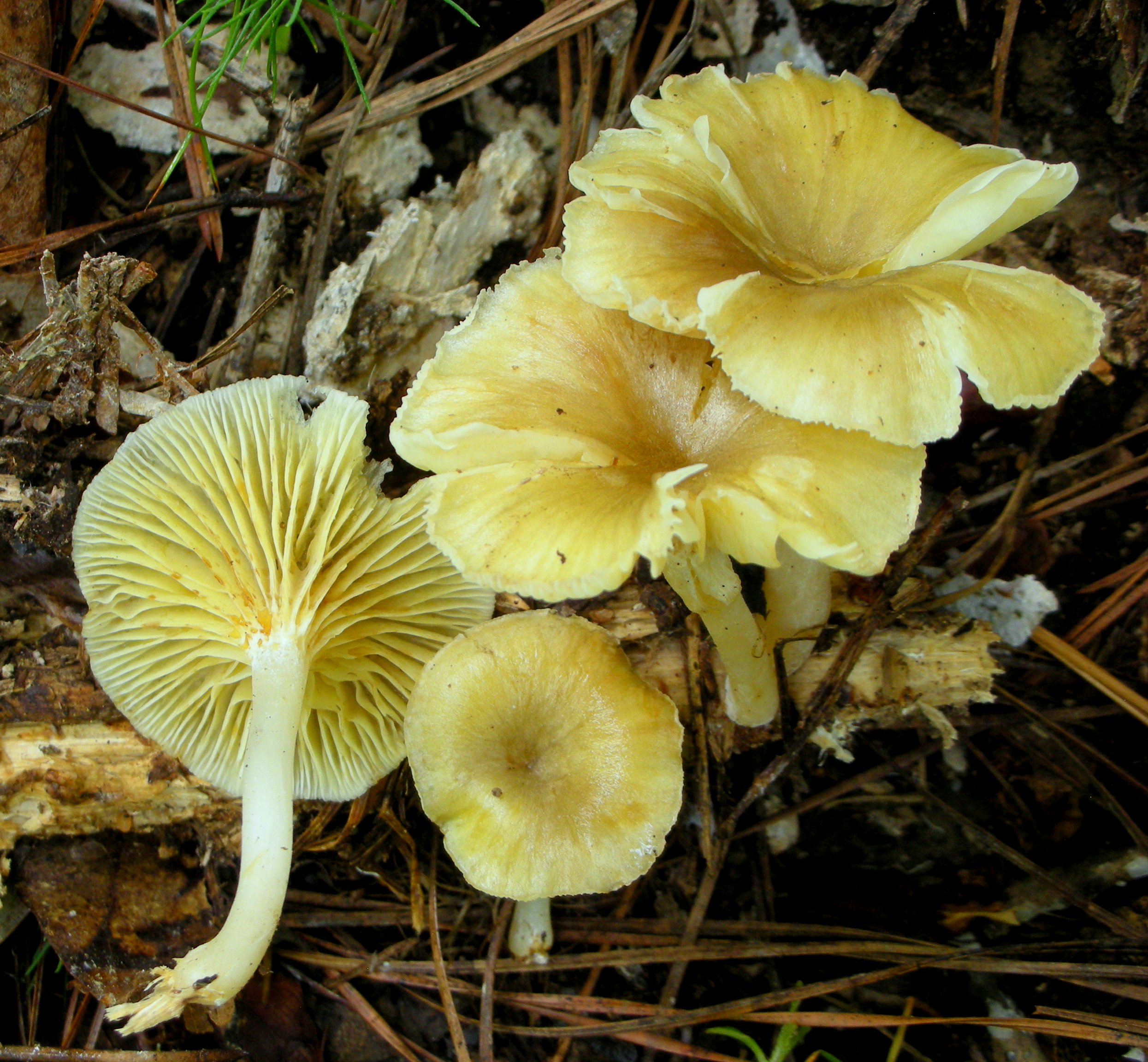
Gerronema strombodes

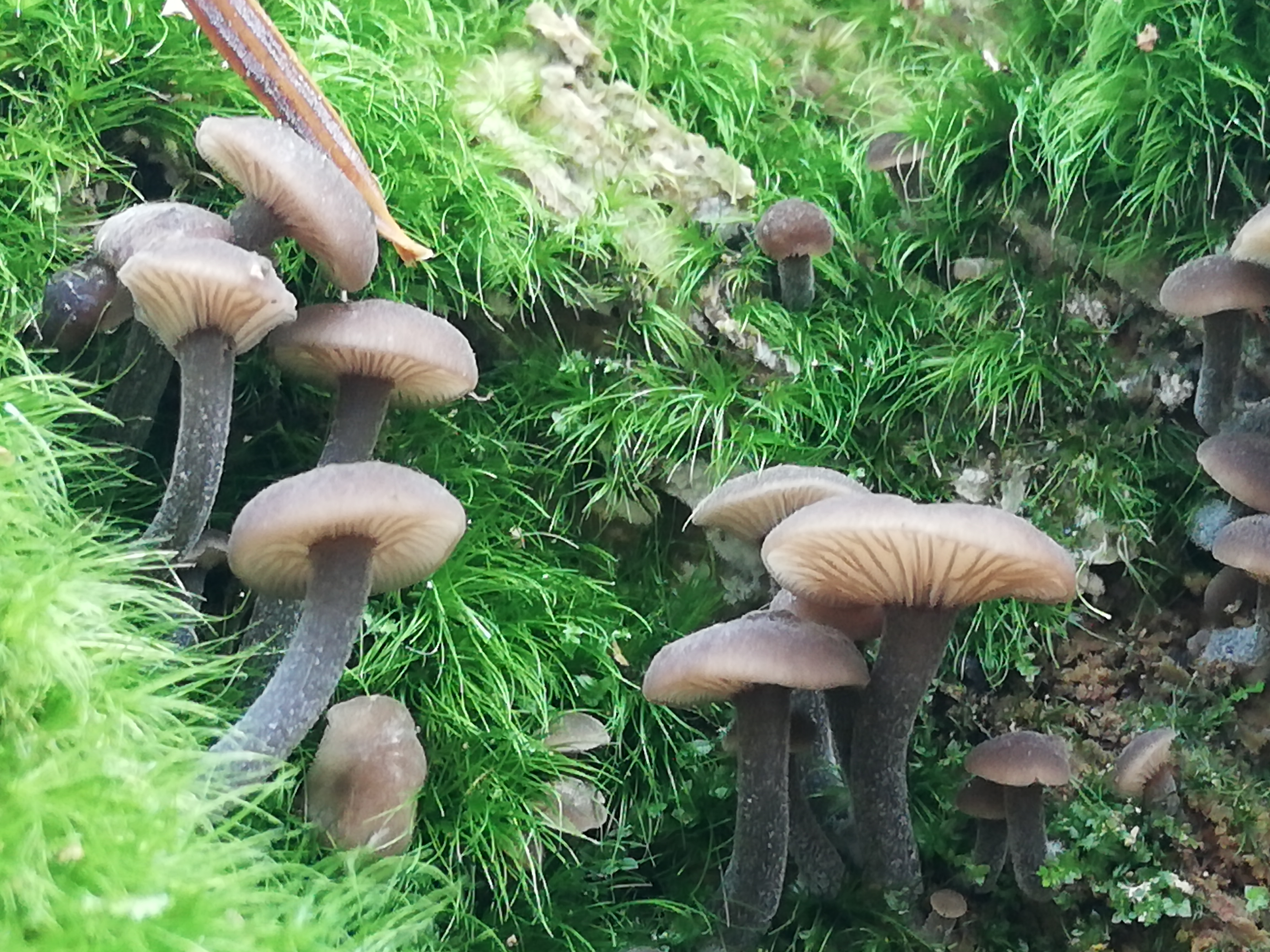
Hydropus marginellus
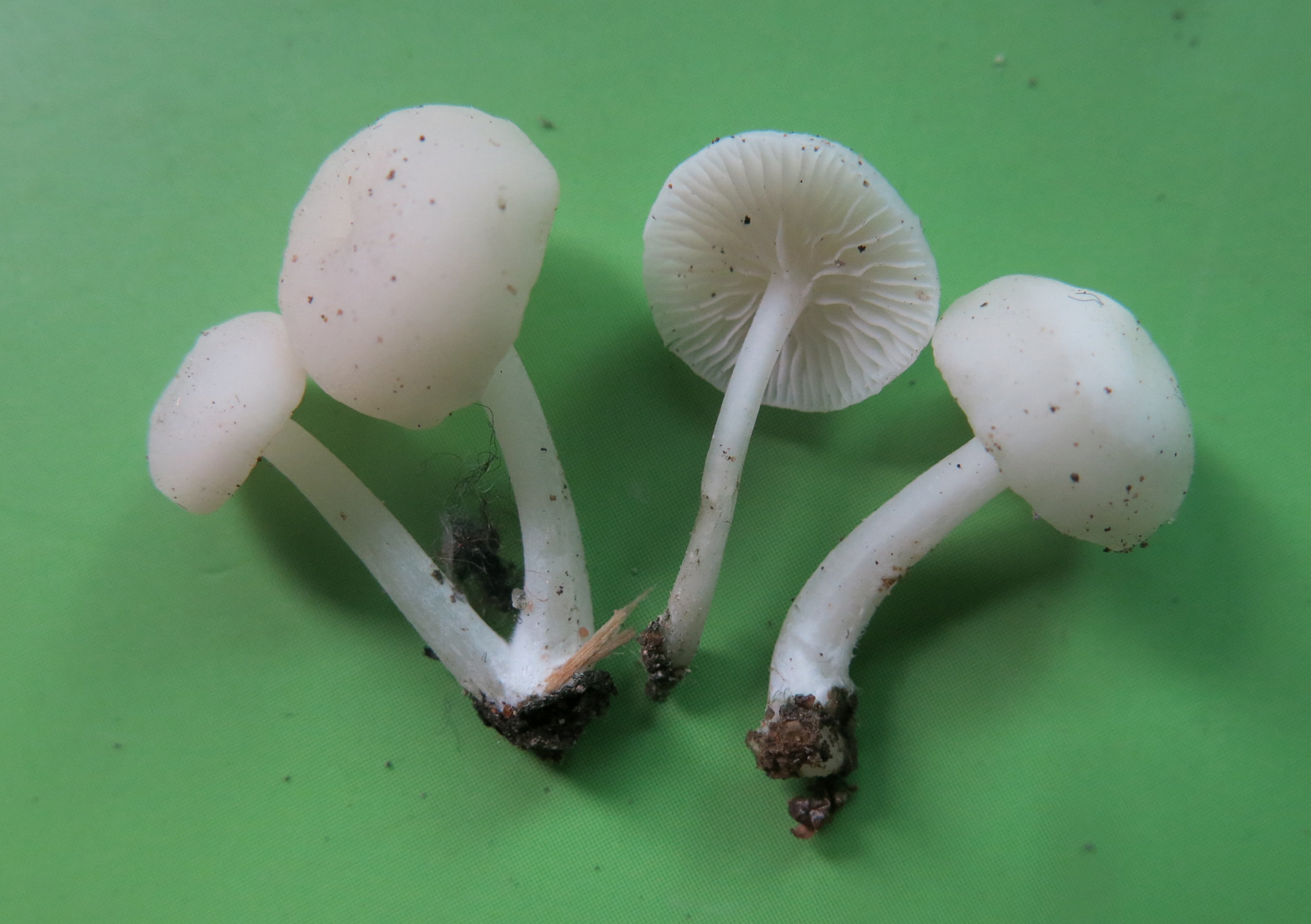
Lactocollybia subvariicystis
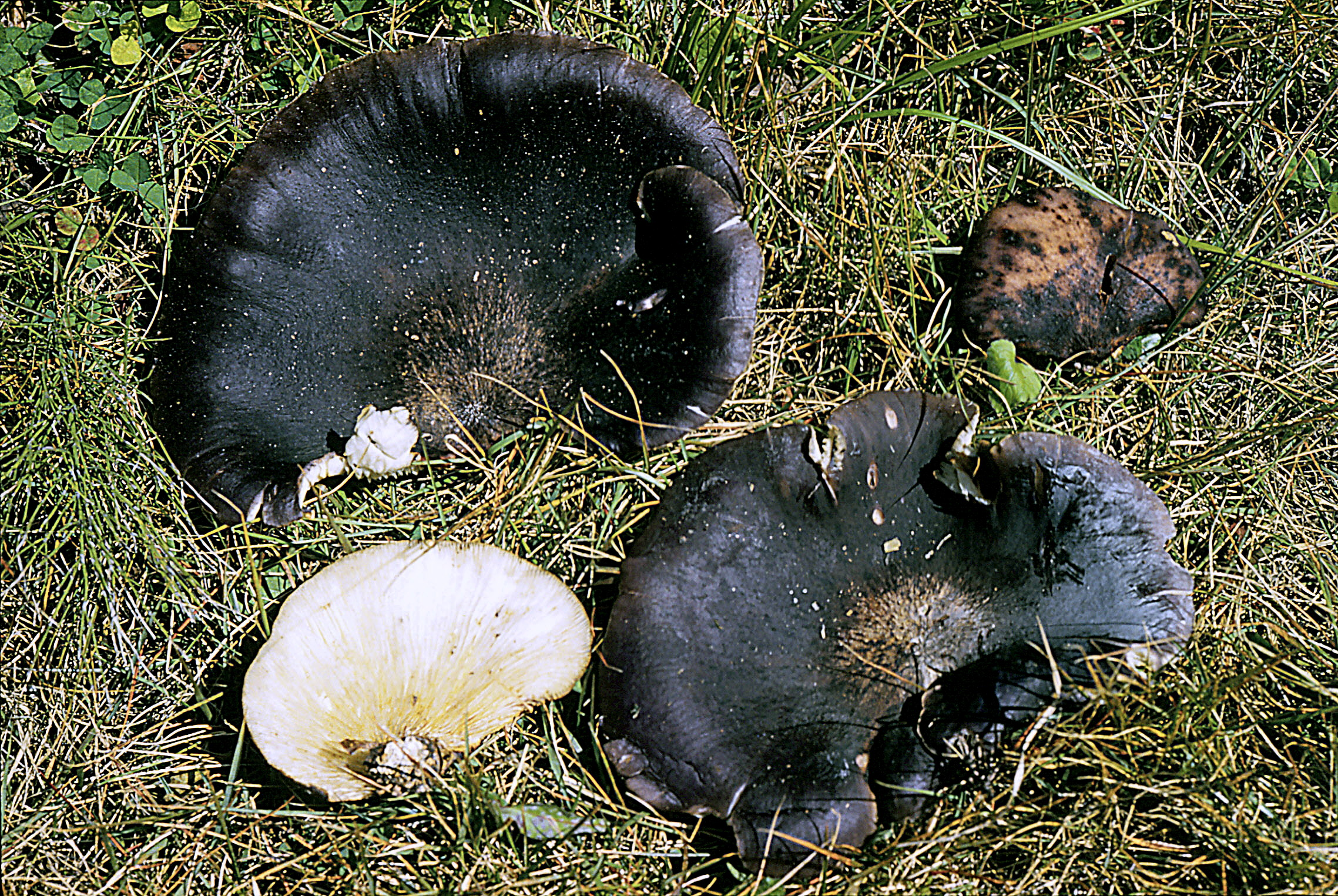
Lampteromyces japonicus
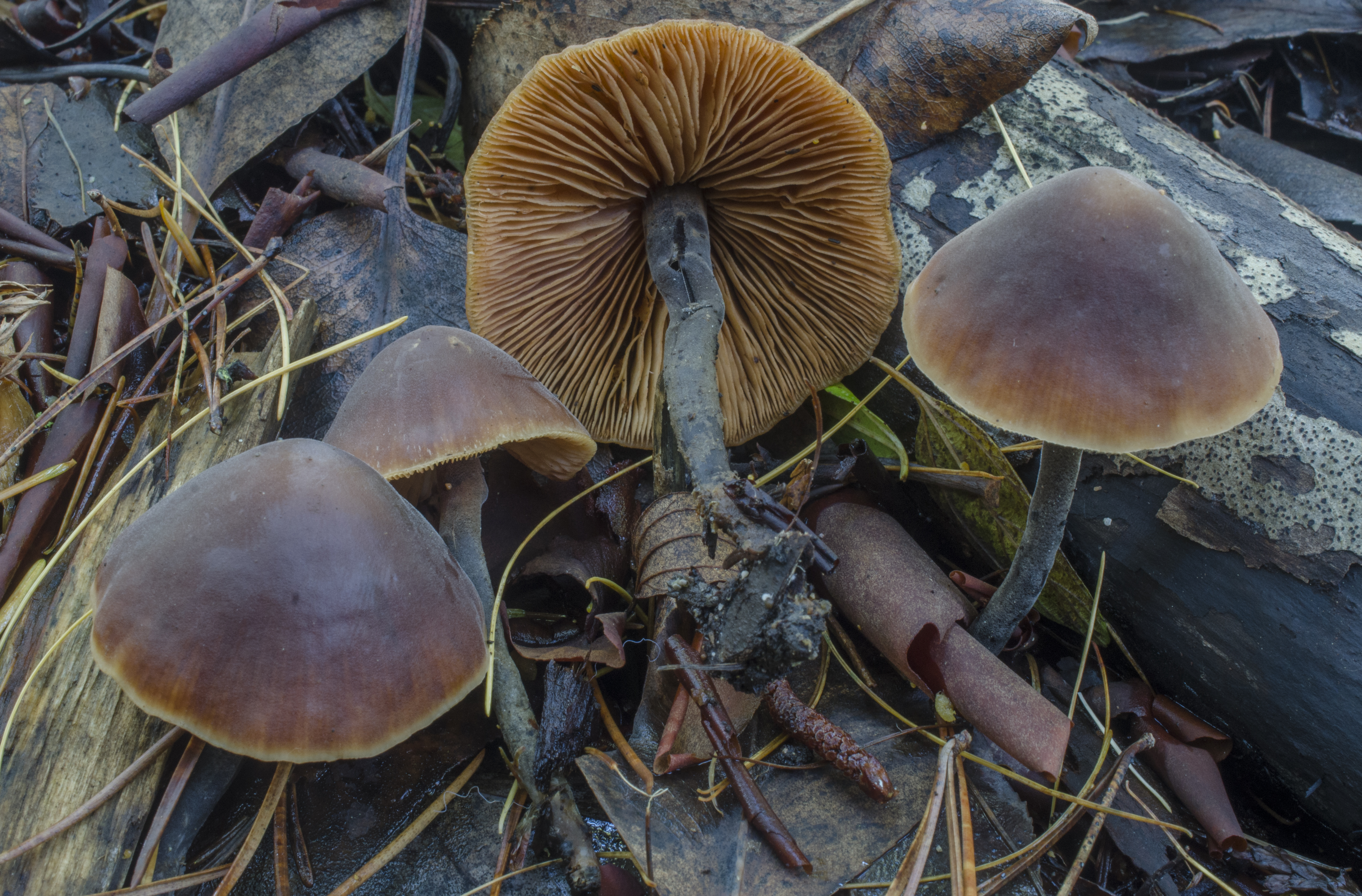
Macrocystidia cucumis
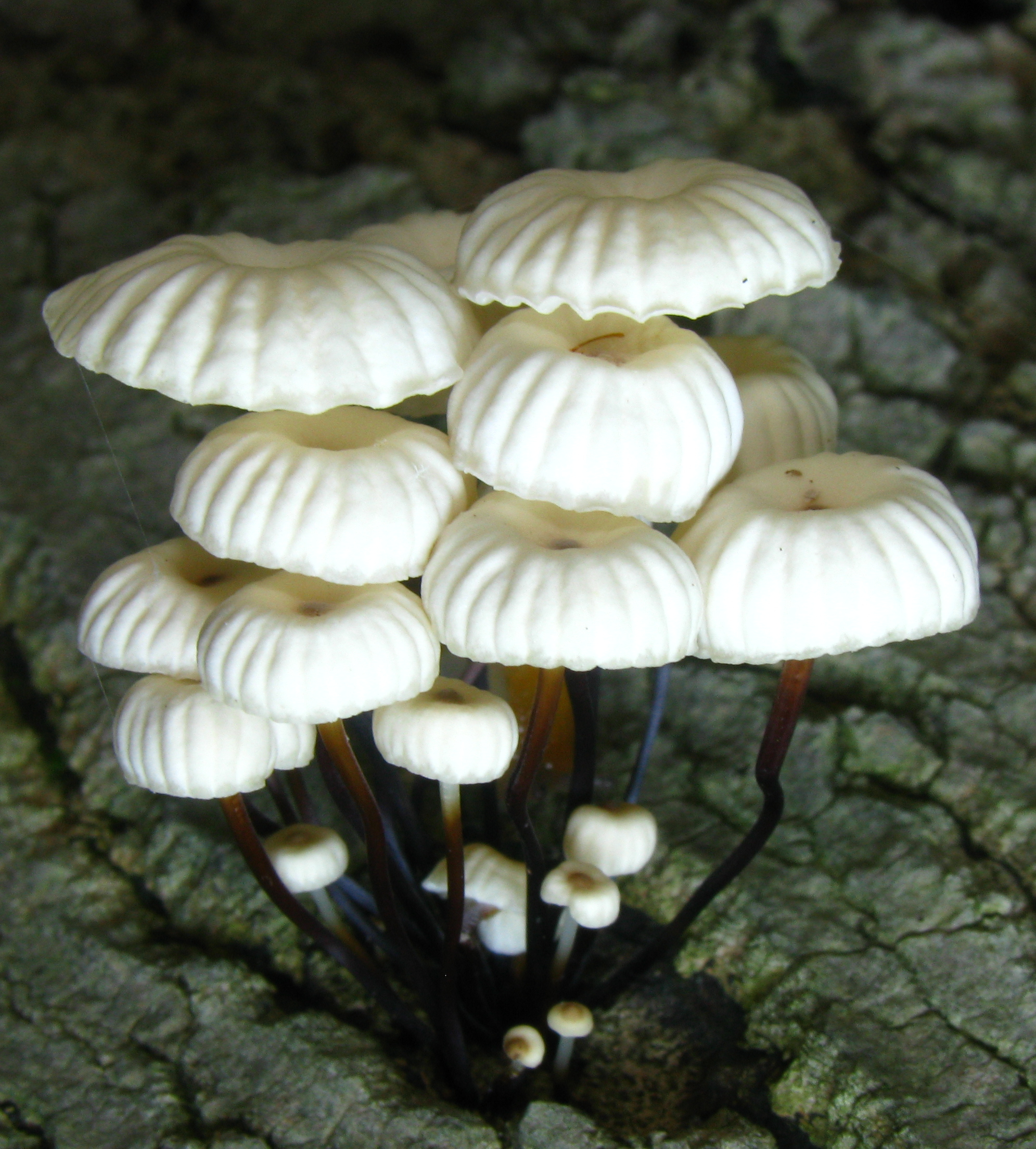
Marasmius rotula
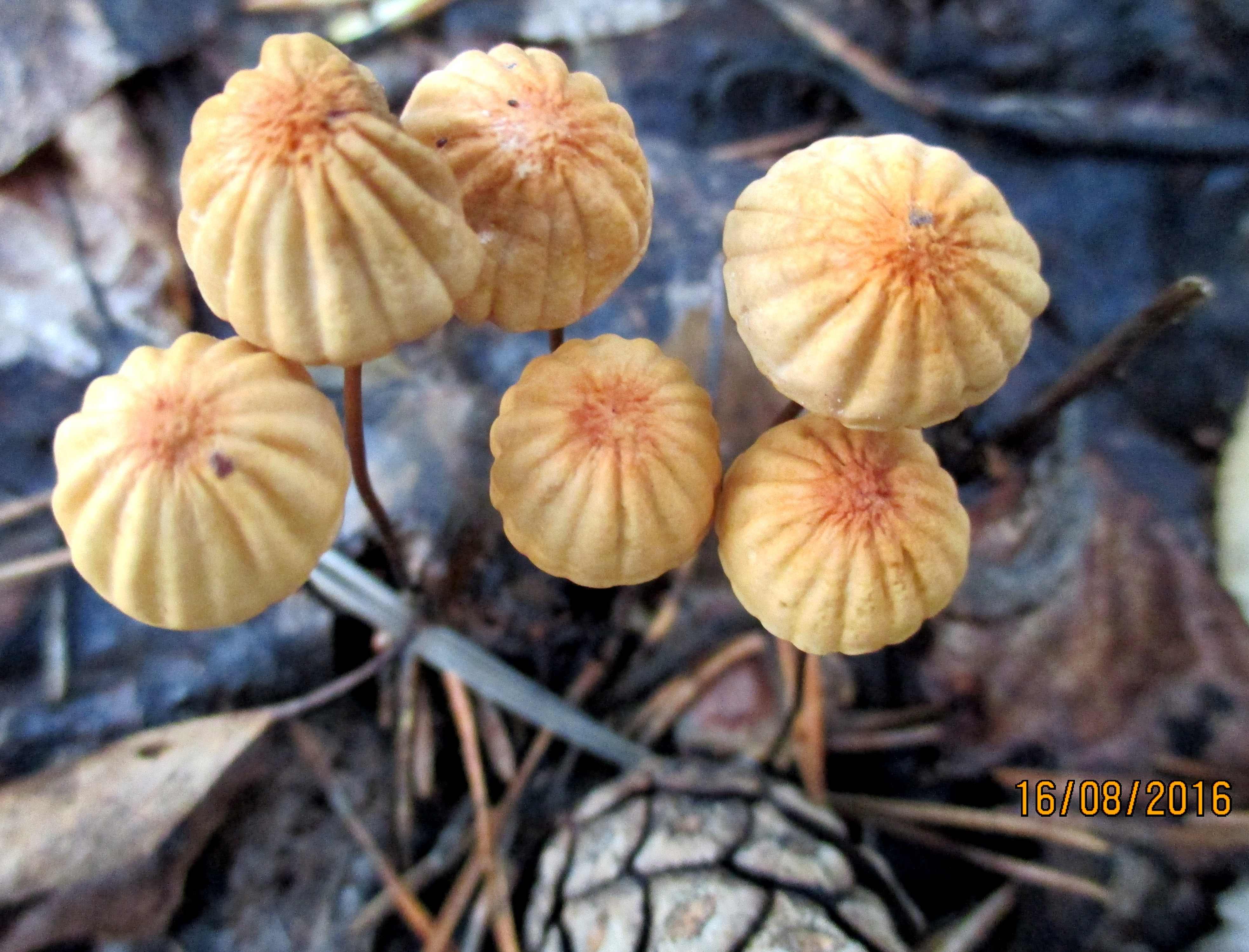
Marasmius siccus
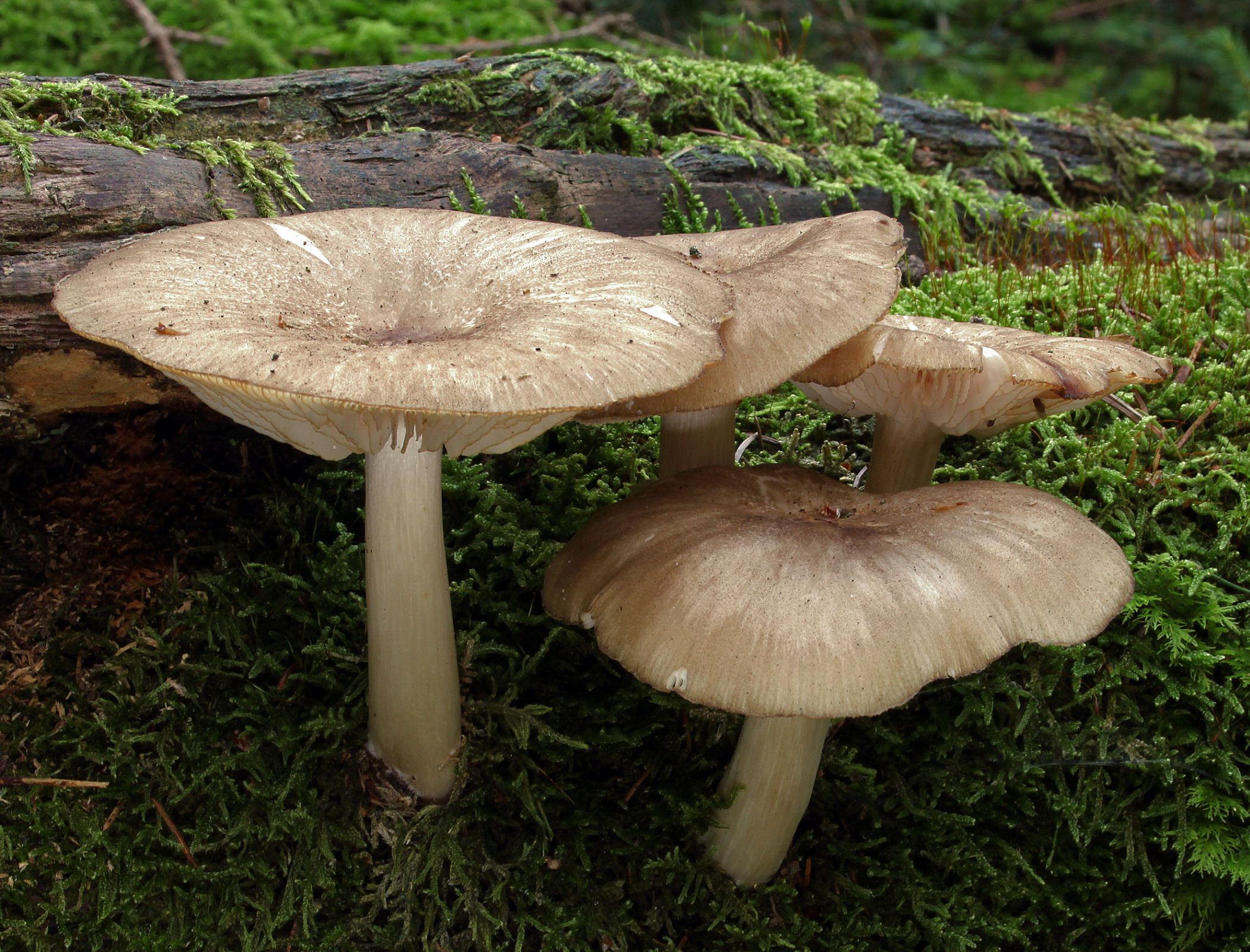
Megacollybia platyphylla
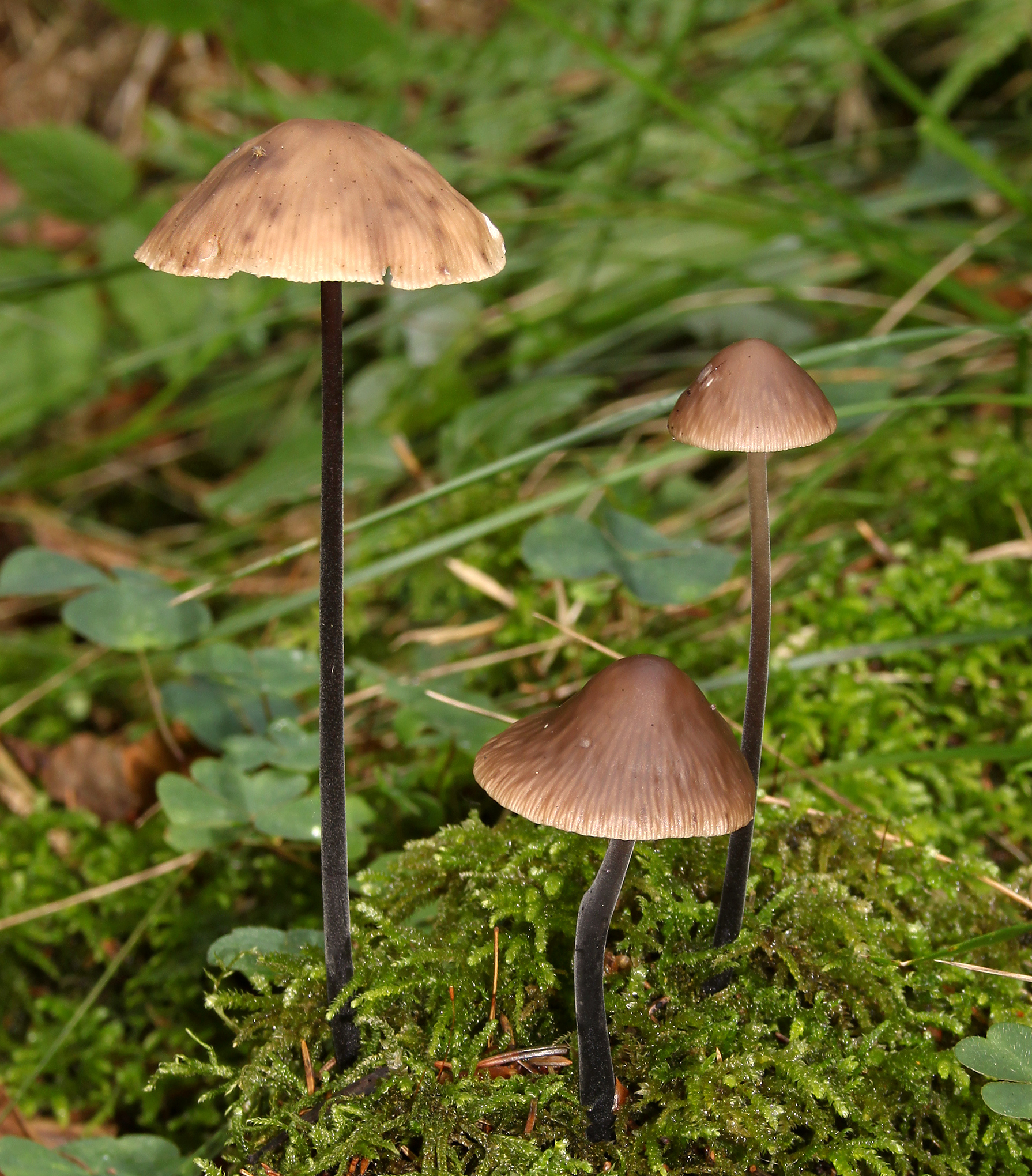
Mycetinis alliaceus

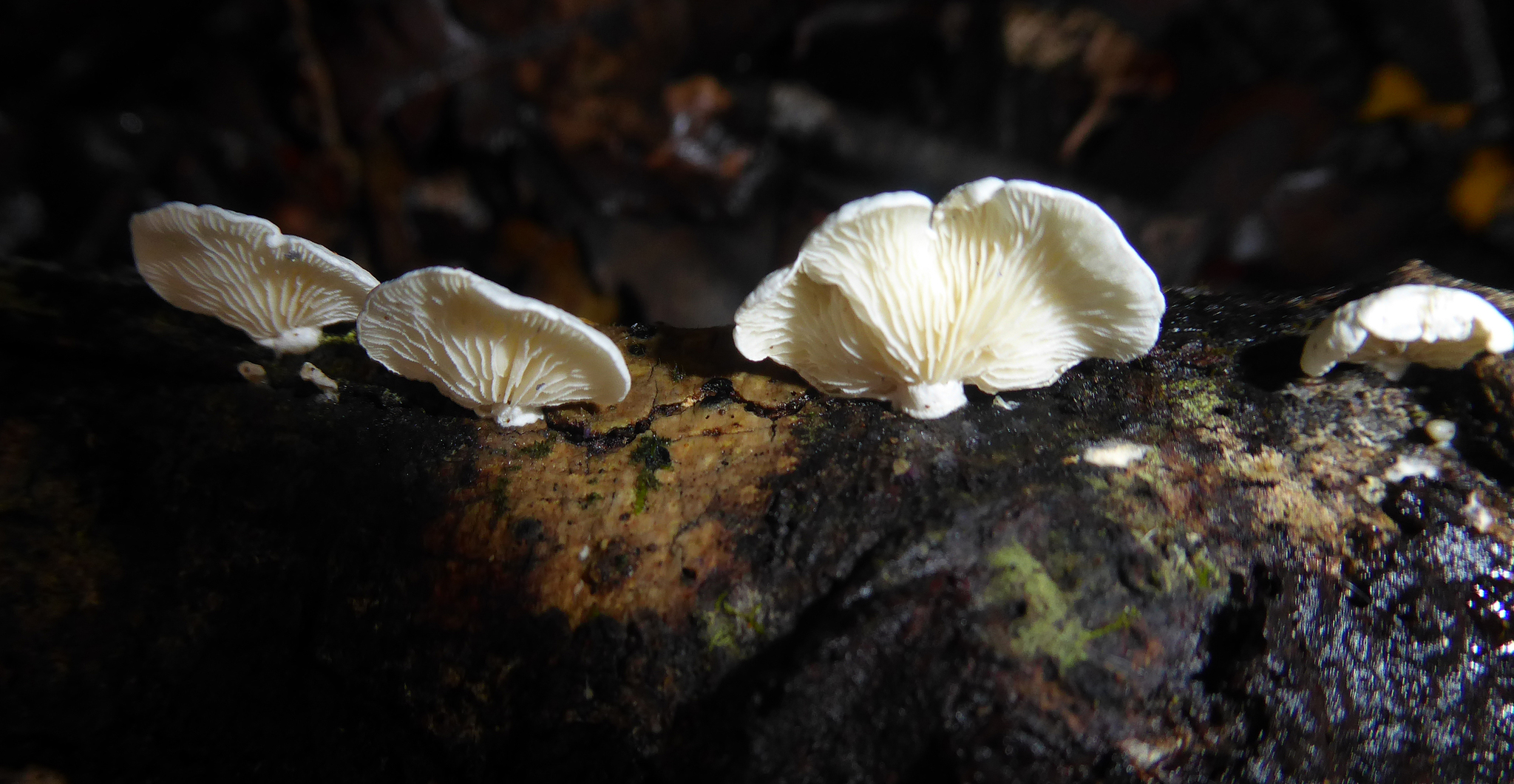
Nothopanus candidissimus
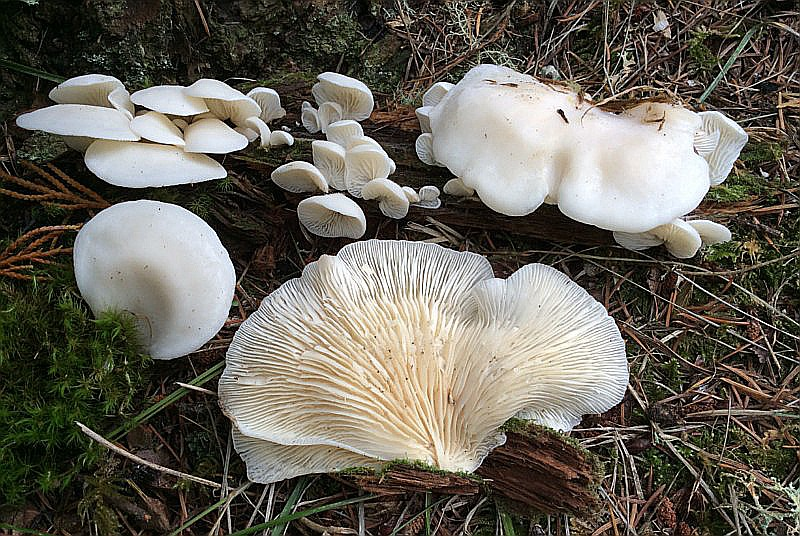
Pleuocybella porrigens
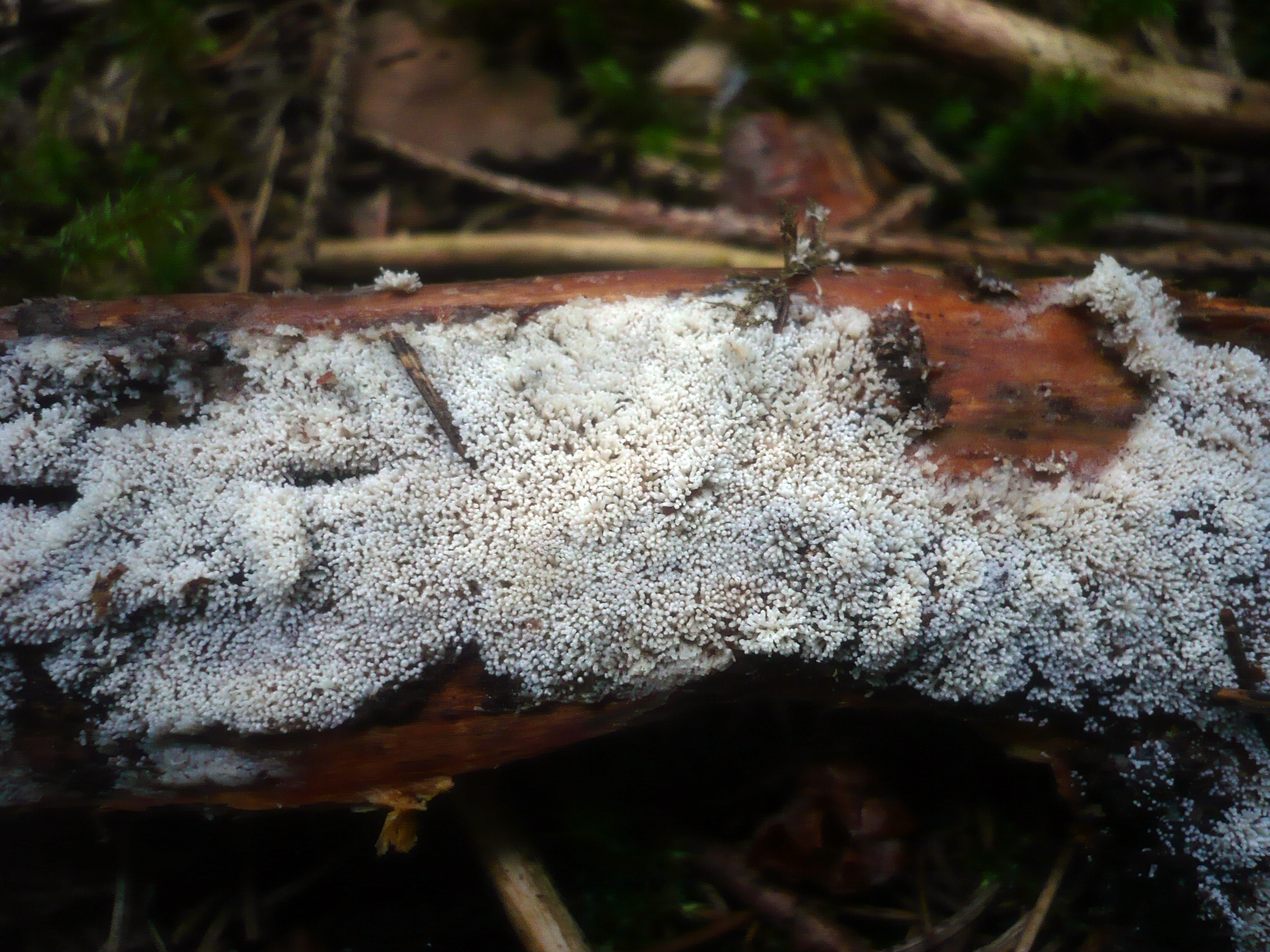
Rectipilus fasciculatus
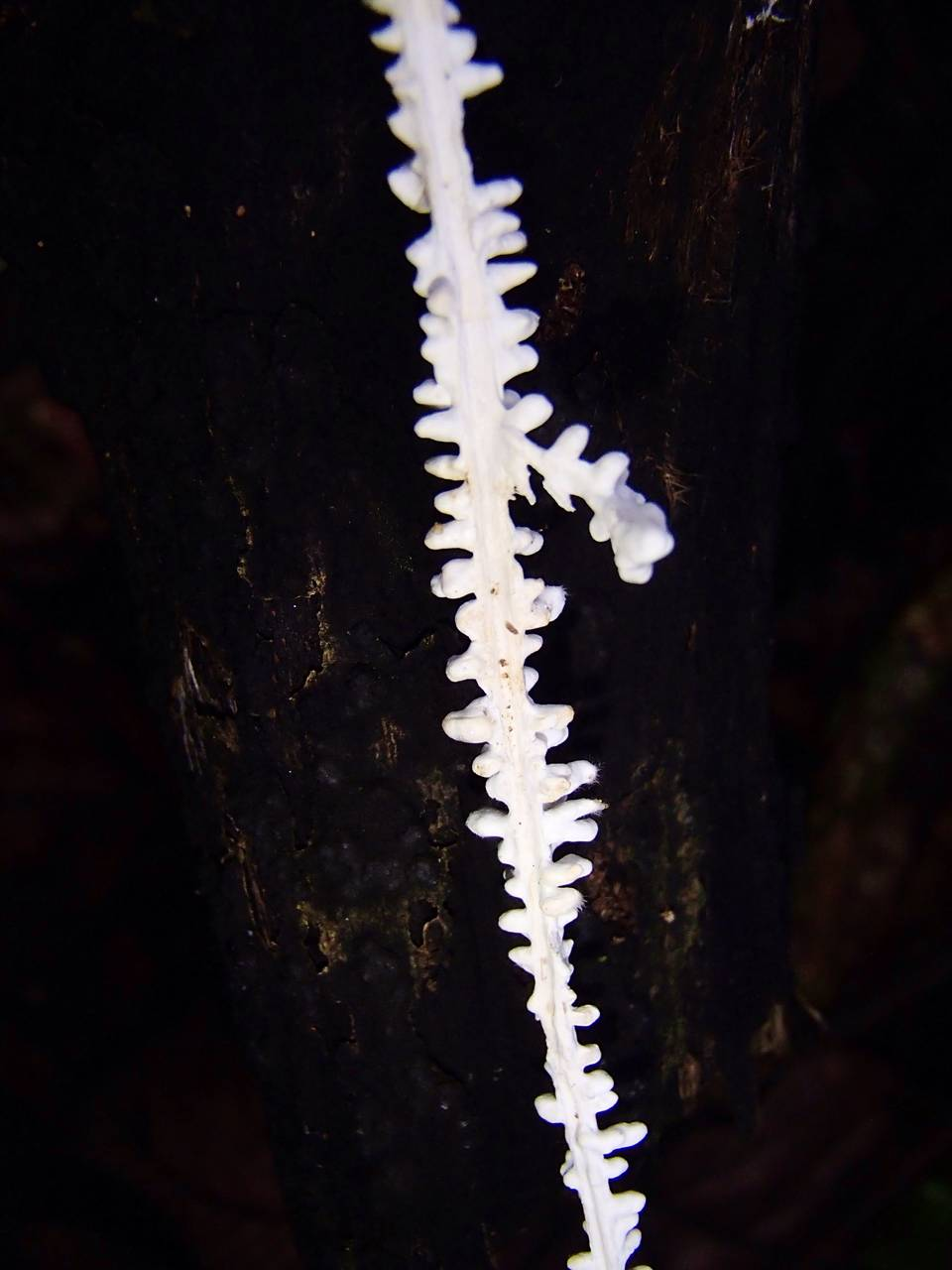
Rhizomorpha corynephora
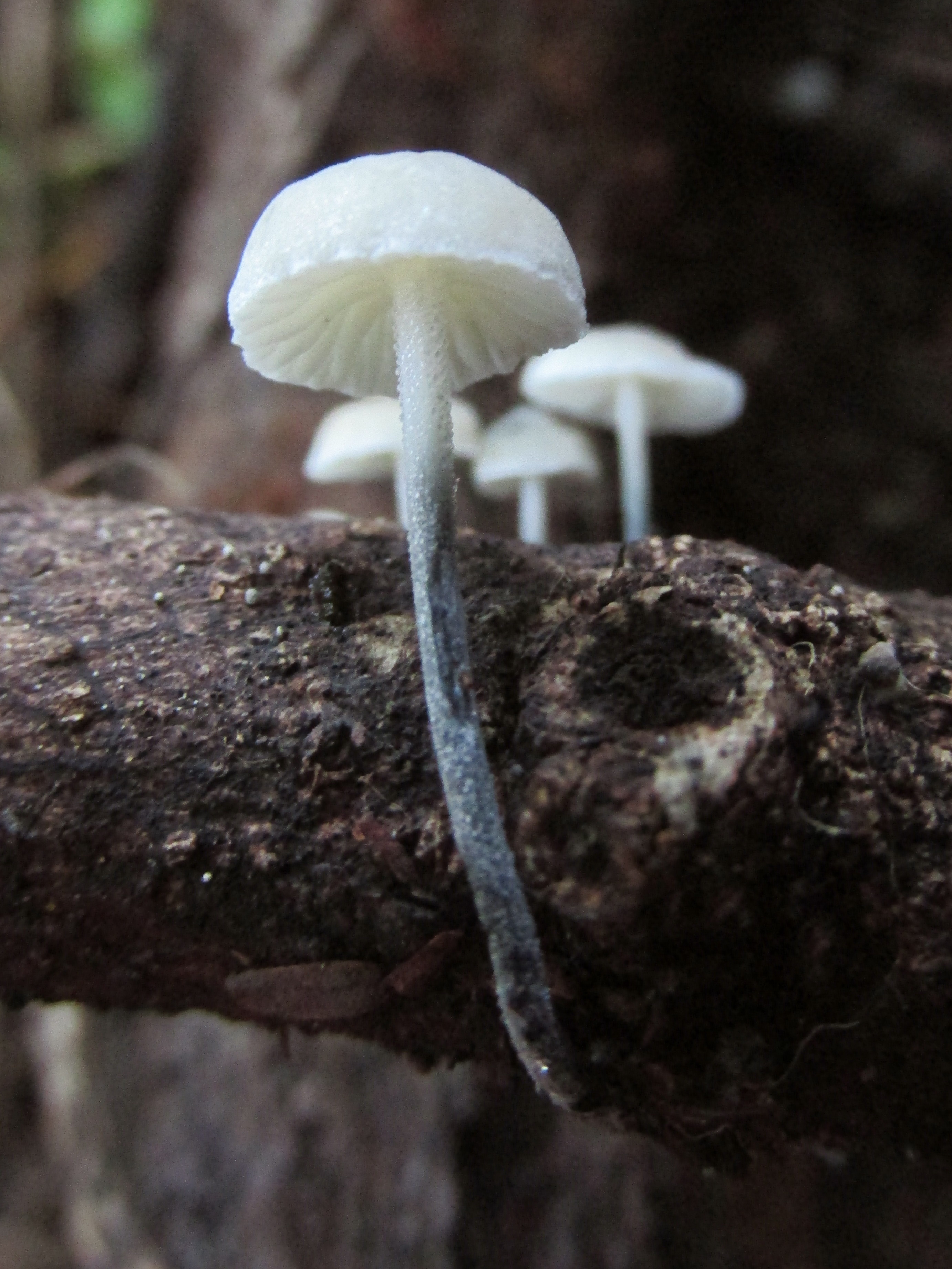
Tetrapyrgos nigripes
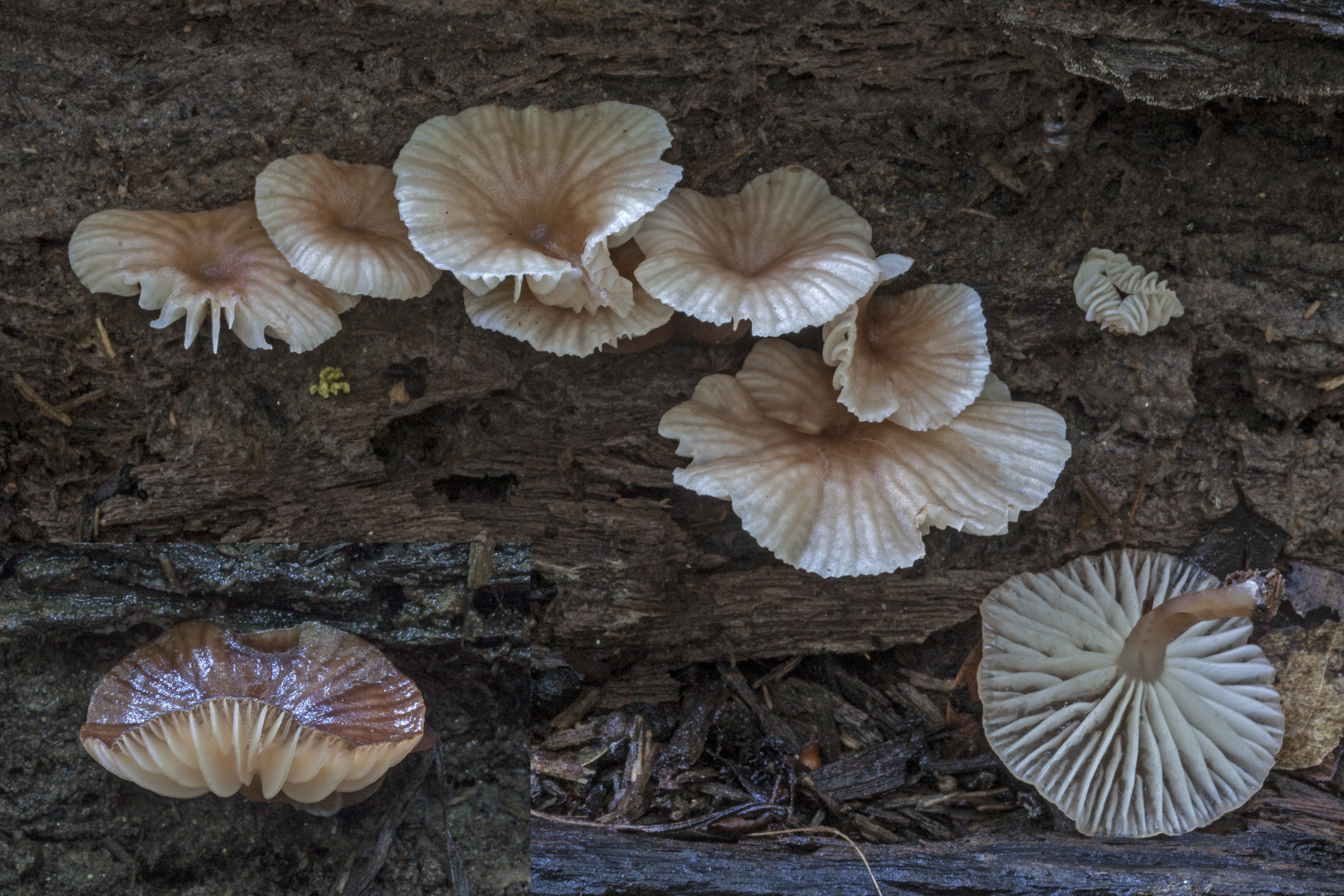
Trogia marasmioides